# My Heart Goes Boom
"My Heart Goes Boom" ("O meu coração vai explodir") foi a canção que representou a Noruega no Festival Eurovisão da Canção 2000 que se realizou em Estocolmo.
A canção foi interpretada em inglês pela banda  Charmed. Foi a oitava canção a ser interpretada na noite do festival, a seguir à canção de Malta "Desire", interpretada por Claudette Pace e antes da canção da Rússia "Solo", cantada por Alsou.Terminou a competição em 11.º lugar (entre 24 participantes), tendo recebido um total de 57 pontos.  No ano seguinte, em 2001, Malta fez-se representar com a canção "On My Own, interpretada por Haldor Lægreid.

## Autores
- Letrista: Tore Madsen, Morten Henriksen
- Compositor: Tore Madsen, Morten Henriksen

## Letra
A canção é número de up-tempo, com a letra que descreve a primeira vez que uma mulher jovem viu o seu amante. O que atraiu a atenção , no entanto, foram as linhas "Você estava de pé nas sombras, olhando completamente impossível / Eu perdi a minha mente e gelado de pauzinho (Portugal)/ picolé (Brasil). As imagens incomuns (especialmente quando combinada com a canção de Israel do mesmo ano com a linha "eu quero um pepino") tem levado alguns observadores para descrever o Festival Eurovisão da Canção 2000 como o festival com tema de alimentos.

## Outras versões
- versão karaoke